# Керамичке плочице
Керамичке плочице се израђују од глине, каолинита, песка и других додатака, пресовањем у челичним калупима под великим притиском, и на температури вишој од 900 °C. Израђују се као зидне и подне керамичке плочице.

## Подне плочице
Карактеристике подних плочица су: велика чврстоћа на притисак и на хабање, не упијају воду (макс 3%), уље, масти итд. Отпорне су на мраз, на утицај киселина и повећану температуру. Површине им могу бити равне и глатке, а могу бити и рељефне, затим ангобиране или глазиране и најразличитијих боја. Подови од керамичких плочица лако се чисте и одржавају.

## Зидне плочице
Карактеристике зидних (фајанс) плочица су: бела, сива, или жута боја, ситнозрне грађе, порозне и због чега упијају воду. Горња површина им је глазирана безбојном или обојеном глазуром. Видљива површина може бити сјајна, полусјајна, сасвим мат, равна или рељефна. Различитог су формата и полеђина им је изборана ради бољег повезивања са малтером. Плочице које су отпорне на мраз и киселине имају масу мале порозности.
Киселоотпорне плочице се израђују од висококвалитетне сировине која садржи алуминијум, кварц и фелдспат. Структуру постижу на температури од 1240 °C. Ове плочице се израђују са специјалним профилом наличја да би се обезбедила чврста веза са подлогом.

## Историја

### Древни Индијски потконтинент
Из древних остатака Калибангана, Балакота и Ахладина откривене су собе са поплочаним подовима од глине украшене геометријским кружним шарама.

### Исламски свет
Рани исламски мозаици у Ирану састоје се углавном од геометријских украса у џамијама и маузолејима, направљених од глазиране цигле. Типичне тиркизне плочице постају популарне у 10-11 веку и користе се углавном за куфске натписе на зидовима џамија. Сејидова џамија у Исфахану (1122. година), купола Маракеха (1147. година) и Џејм џамија у Гонабаду (1212. година) су међу најбољим примерима. У овај период сврстава се и купола џамије Џејме Атик.
Златно доба персијских плочица почело је за време Тимуридског царства. У техници морак, једнобојне плочице су исечене на мале геометријске комаде и састављене тако што се између њих насипа течни малтер. Након очвршћавања, ове плоче су монтиране на зидове зграда. Али мозаик није био ограничен на равне површине. Плочице су коришћене за покривање и унутрашњих и спољашњих површина купола. Истакнути тимуридски примери ове технике укључују џамију Џејм у Јазду (1324–1365), Гохаршад џамију (1418), медресу Кан у Ширазу (1615) и Молана џамију (1444).
Михраби, који су били жариште џамија, обично су били места на којима су постављане најсофистициранија плочица. Михраб из 14. века у медреси Имами у Исфахану је изузетан пример естетског споја између уметности исламске калиграфије и апстрактног орнамента. Шиљати лук, који уоквирује нишу михраба, носи натпис на куфском писму коришћеном у Курану из 9. века.
Једно од најпознатијих архитектонских ремек-дела Ирана је Шахова џамија у Исфахану из 17. века. Њена купола је одличан пример мозаика од плочица, а у њеној зимској молитвеној сали налази се један од најбољих ансамбала cuerda seca плочица на свету. Морао се произвести велики избор плочица како би се сложени облици дворане покрили доследним мозаичким шарама. Резултат је био технолошки тријумф, као и блистав приказ апстрактног орнамента.
Током сафавидског периода, мозаички украси су често били замењени техником хафт ранг (седам боја). Слике су насликане на обичне правоугаоне плочице, застакљене и након тога печене. Поред економских разлога, метода седам боја је давала више слободе уметницима и одузимала је мање времена. Она је била популарна све до каџарског периода, када је палета боја проширена жутом и наранџастом. Седам боја хафт ранг плочица су обично биле црна, бела, ултрамарин, тиркизна, црвена, жута и жутосмеђа.

### Средњовековна Европа
Средњовековна Европа је у великој мери користила осликане плочице, понекад стварајући веома сложене шеме, од којих је мало преживело. Приказане су верске и световне приче. Пример су замишљене плочице са старозаветним сценама приказаним на поду у Благовести Јана ван Ајка из 1434. године. „Тринг плочице“ из 14. века у Британском музеју приказују сцене из детињства из Христовог живота, вероватно за зид, а не за под, док њихове „Черцеј плочице“ из 13. века, иако из опатије, приказују сцене Ричарда Лављег Срца како се бори са Саладином у веома квалитетном раду. Средњовековне плочице од слова коришћене су за стварање хришћанских натписа на подовима цркве.

## Материјали и процеси

### Керамика
Керамички материјали за плочице обухватају земљано посуђе, камено посуђе и порцелан. Теракота је традиционални материјал који се користи за цреп.

#### Порцеланске плочице
Ово је амерички термин и дефинисан у ASTM стандарду C242 као керамичке мозаичне плочице или оплочник који се генерално прави пресовањем прашине и од композиције која даје плочицу која је густа, фино зрнаста и глатка, са оштро обликованим лицем, обично непропусна. Боје таквих плочица су углавном јасне и светле.

### Дигитално штампање
Технике штампе и дигитална манипулација уметношћу и фотографијом користе се у ономе што је познато као „штампање плочица по мери”. Сублимациони штампачи у боји, инкјет штампачи и керамичке боје и тонери омогућавају штампање на различитим типовима плочица дајући репродукцију фотографског квалитета. Коришћењем дигиталног снимања слике путем скенирања или дигиталних камера, битмап/растер слике се могу припремити у софтверским програмима за уређивање фотографија. Специјализоване технике штампања плочица по мери дозвољавају пренос под топлотом и притиском или коришћење високотемпературних пећи за спајање слике са подлогом за плочице. Ово је постала метода израде мурала од плочица по мери за кухиње, тушеве и комерцијалне декорације у ресторанима, хотелима и корпоративним лобијима. Најновија технологија примењена на дигиталне керамичке и порцеланске штампаче омогућава штампање слика са ширим распоном боја и већом стабилношћу боја чак и када се пече у килну до 2200°F.